# Carter Braxton
Carter Braxton, född 16 september 1736 i King and Queen County, Virginia, död 10 oktober 1797 i Richmond, Virginia, var en amerikansk politiker. Han var en av dem som undertecknade USA:s självständighetsförklaring.
Braxton County i nuvarande West Virginia har fått sitt namn efter Carter Braxton.